# Wally Wolf
Wally Wolf (n. 2 octombrie 1930, Los Angeles, California, SUA – d. 12 martie 1997, Santa Ynez⁠(d), Comitatul Santa Barbara, California, SUA) a fost un înotător ce a reprezentat Statele Unite ale Americii, medaliat olimpic. A participat la 4 ediții ale Jocurilor Olimpice (1948, 1952, 1956, 1960) în care a câștigat două medalii de aur.